# Playa Estudiantes
La Playa del varadero se sitúa en Villajoyosa. Esta contiene 15 kilómetros de costa. La quinta parte es una sucesión de playas de arena y piedras aptas para el baño. Contiene un puerto pesquero e industrias afines del que dependen centenares de personas para extraer y ofrecer el incomparable sabor del mar.

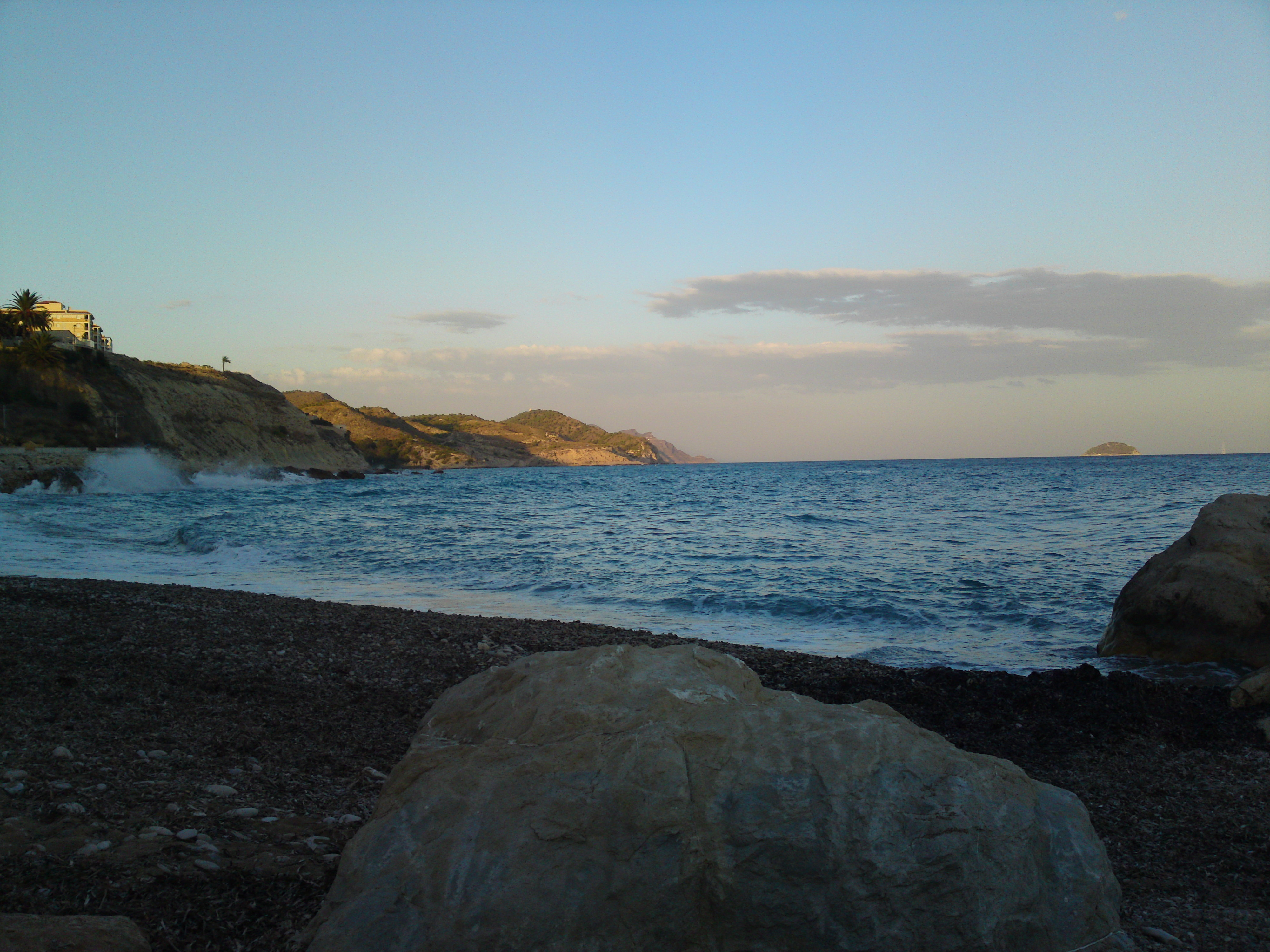
La Playa del varadero

| Accesos                             | A pie fácil     |
| Longitud                            | 140 metros      |
| Anchura                             | 8 metros        |
| Tipo                                | Oleaje moderado |
| Nudista                             | No              |
| Accesos señalizados                 | Sí              |
| Señales de salvamento               | Sí              |
| Aparcamiento                        | Interurbano     |
| Accesos adaptados para minusválidos | Sí              |
| Aseos                               | Sí              |
| Duchas                              | No              |
| Papelera                            | Sí              |
| Alquiler de sombrillas              | No              |
| Alquiler de hamacas                 | No              |

## Historia del municipio
Villajoyosa, de unos 33.000 habitantes, está a diez kilómetros escasos de Benidorm y es la capital de la comarca de la Marina Baja en Alicante. Tiene diferentes tipos de playas, de arena de piedras, y muchas calas. Aquí las citamos: Playa Paraíso, El Bol Nou, La Caleta, Playa Centro, Racó del Conill, Playa del Torres, Playa Estudiantes, Playa del Varadero, Playa del Tío Roig, Playa del Esparelló, Playa del Charco, Puntes del Moro. Y por su abundancia y tranquilidad son buscadas en verano por los turistas de Benidorm que quieren descansar de las masificadas playas de Benidorm con más de 350.000 personas en época estival.

## Características de la Playa del varadero
Esta playa tiene 140 metros de longitud por 8 metros de anchura. Normalmente el nivel de ocupación de la Playa Estudiantes es bajo. Playa semiurbana y de fácil acceso a pie. Compuesta por bolos y grava, con oleaje moderado. Contiene un chiringuito para refrescarse y disfrutar de sus instalaciones en la playa.  La Playa Estudiantes, junto con la Playa del Tío Roig son las que conforman el litoral al norte de la ciudad de La Vila.

## Historia de la Playa del varadero
Recibe el nombre de un antiguo varadero y astillero que se ubicó en la playa, hasta hace unos años, antes de la remodelación del conjunto de las playas, todavía se podía encontrar buceando las vías que servían para botar los barcos. Están rodeadas de construcciones y su disposición en abierto las convierte en la más expuesta al oleaje. Las tres calas se comunican con un pequeño paseo marítimo. Excelente ambiente nocturno en su chiringuito. 
Y también es el lugar más deseado para los deportistas, ya que siempre hay gente haciendo deporte por el paseo marítimo y un excelente lugar para ver las estrellas acompañado del murmullo del mar.